# Auffrischung (Militär)
Der militärische Fachbegriff Auffrischung beschreibt die personelle und materielle Auffüllung einer Division auf ihren Sollbestand. Auffrischungen von Divisionen sind meist nach verlustreichen Kriegshandlungen nötig, um eine kriegsbedingt niedrige personelle und materielle Ist-Stärke wieder ihrer geplanten Sollstärke anzunähern.